# Depot von Hradsko
Das Depot von Hradsko (auch Hortfund von Hradsko) ist ein Depotfund der frühbronzezeitlichen Aunjetitzer Kultur aus Hradsko, einem Ortsteil von Mšeno im Středočeský kraj, Tschechien. Es datiert in die Zeit zwischen 2000 und 1800 v. Chr. Das Depot befindet sich heute im Regionalmuseum in Mělník.

## Fundgeschichte

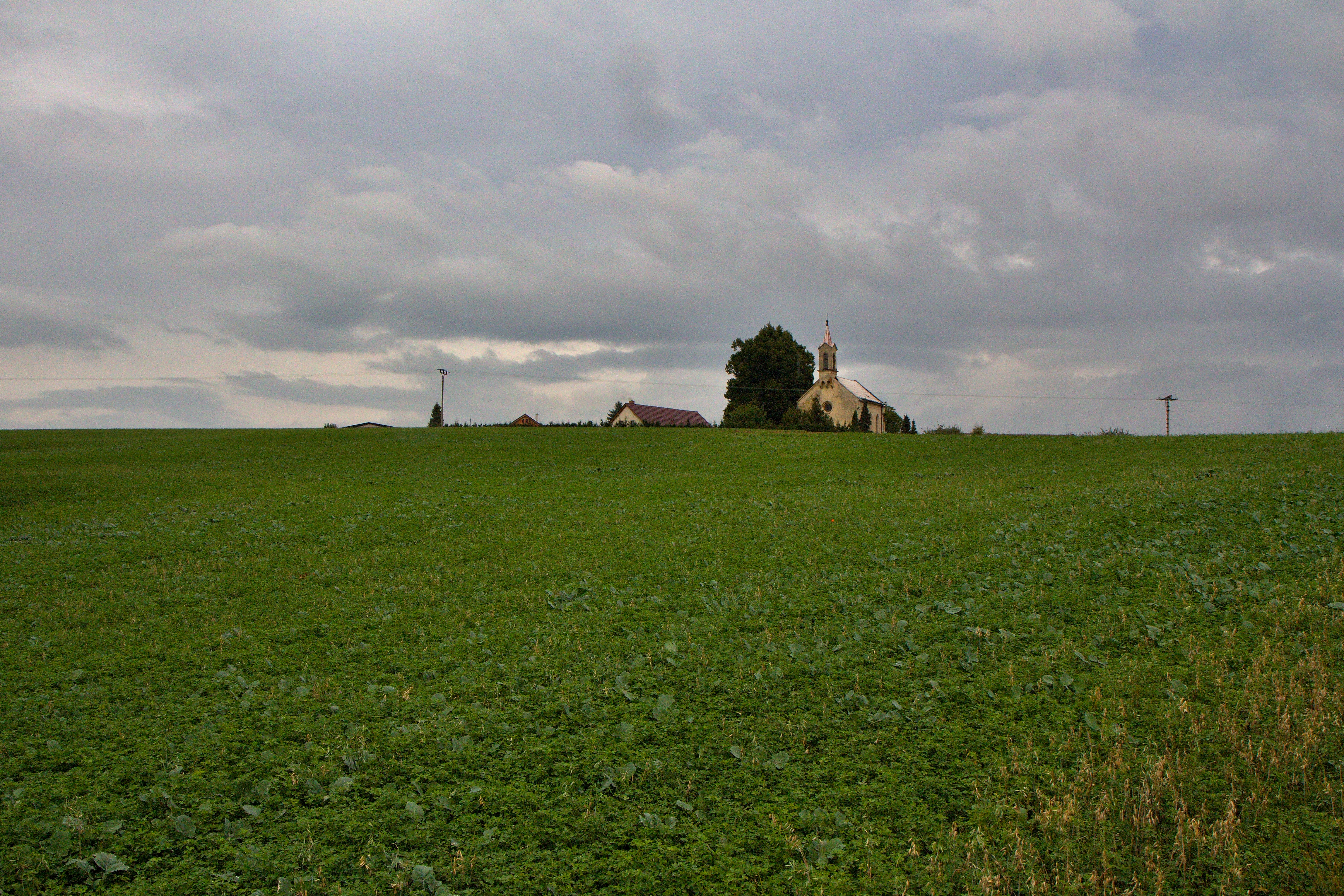
Die Gegend nordwestlich von Hradsko. Hier befand sich eine frühbronzezeitliche Siedlung

Das Depot wurde zwischen 1965 und 1974 am Nordwestrand von Hradsko bei einer archäologischen Grabung auf einer frühbronzezeitlichen Siedlung entdeckt. Die Siedlung liegt am Nordrand eines Geländesporns.

## Zusammensetzung
Das Depot besteht aus zwei bronzenen Drahtringen. Beide Ringe bestehen aus je zwei Drähten, deren Enden miteinander verdrillt sind. Ein Ring ist deformiert.